# Wuligou
Wuligou (kinesiska: 五里沟街道, 五里沟) är en socken i Kina. Den ligger i provinsen Shandong, i den östra delen av landet, nära eller i provinshuvudstaden Jinan. Antalet invånare är 23 285. Befolkningen består av 12 205 kvinnor och 11 080 män. Barn under 15 år utgör 9,0 %, vuxna 15-64 år 77 %, och äldre över 65 år 13,0 %.
Genomsnittlig årsnederbörd är 841 millimeter. Den regnigaste månaden är juli, med i genomsnitt 315 mm nederbörd, och den torraste är januari, med 6 mm nederbörd.